# Yandex Maps
Yandex Maps es un servidor de aplicaciones de mapas ruso en la web que pertenece a Yandex. Ofrece imágenes de mapas desplazables, así como fotografías por satélite del mundo e incluso la ruta entre diferentes ubicaciones o imágenes a pie de calle con Yandex Panoramas. Fue lanzado en 2004.

## Cobertura de Street View
| País        | Ciudades |
| ----------- | --- |
| Rusia       | Moscú, San Petersburgo, Istra, Uliánovsk, Petrozavodsk, Arcángel, Sámara, Perm, Tiumén, Omsk, Novosibirsk, Krasnoyarsk y Novokuznetsk |
| Ucrania     | Kiev, Dnipró, Odesa, Zaporiyia y Mykolaiv                                                                                             |
| Kazajistán  | Nur-Sultan, Karaganda, Temirtau y Almaty                                                                                              |
| Armenia     | Ereván |
| Uzbekistán  | Taskent y Samarkand |
| Bielorrusia | Minsk |
| Turquía     | Estambul y Ankara |